# Saint-André-du-Bois
Saint-André-du-Bois ist eine französische Gemeinde mit 438 Einwohnern (Stand: 1. Januar 2022) im Département Gironde in der Region Nouvelle-Aquitaine (vor 2016 Aquitaine). Sie gehört zum Arrondissement Langon und zum Kanton L’Entre-deux-Mers. Die Einwohner werden Andrésiens genannt.

## Geographie
Die Gemeinde Saint-André-du-Bois liegt neun Kilometer nordöstlich von Langon. Umgeben wird Saint-André-du-Bois von den Nachbargemeinden Saint-Germain-de-Grave im Nordwesten und Norden, Saint-Martial im Norden, Sainte-Foy-la-Longue im Osten, Saint-Martin-de-Sescas im Südosten, Saint-Pierre-d’Aurillac im Süden, Le Pian-sur-Garonne im Süden und Südwesten, Saint-Maixant im Südwesten sowie Semens im Westen.

## Bevölkerungsentwicklung
| Jahr                       | 1962 | 1968 | 1975 | 1982 | 1990 | 1999 | 2008 | 2020 |
| Einwohner                  | 486  | 470  | 411  | 392  | 421  | 388  | 361  | 431  |
| Quellen: Cassini und INSEE |      |      |      |      |      |      |      |      |

## Sehenswürdigkeiten
- Kirche Saint-André aus dem 16. Jahrhundert
- Schloss Malromé

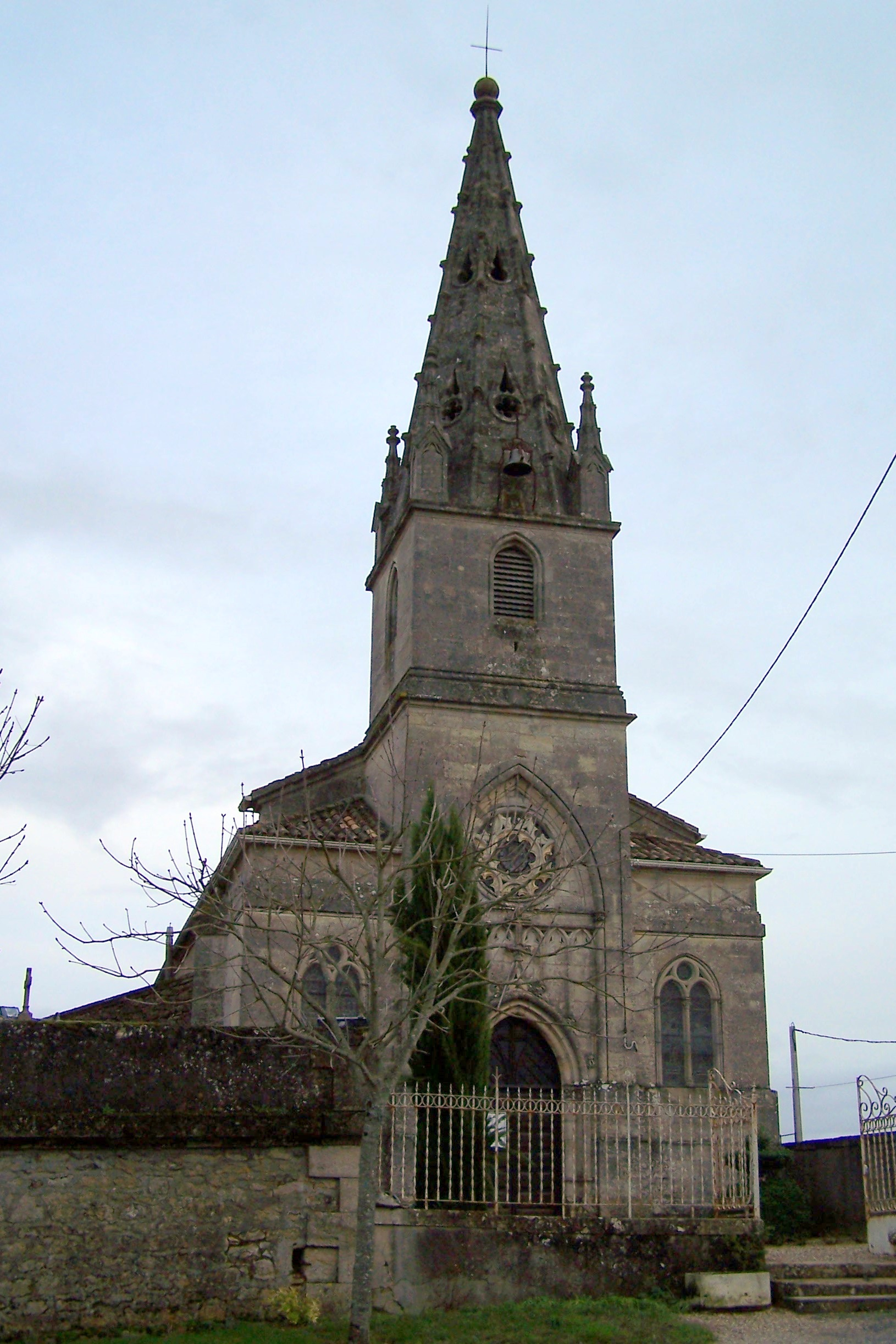
Kirche Saint-André
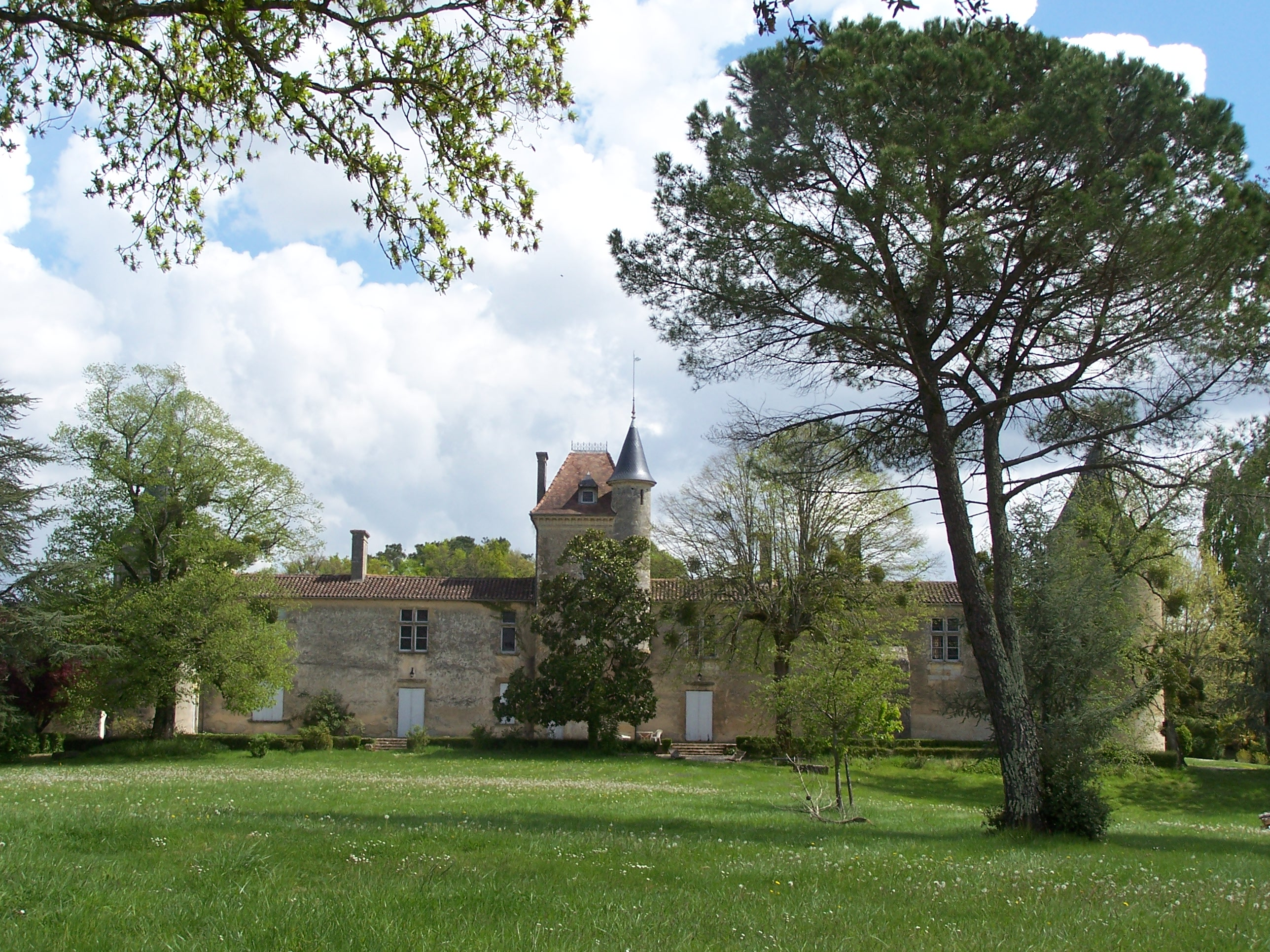
Schloss Malromé
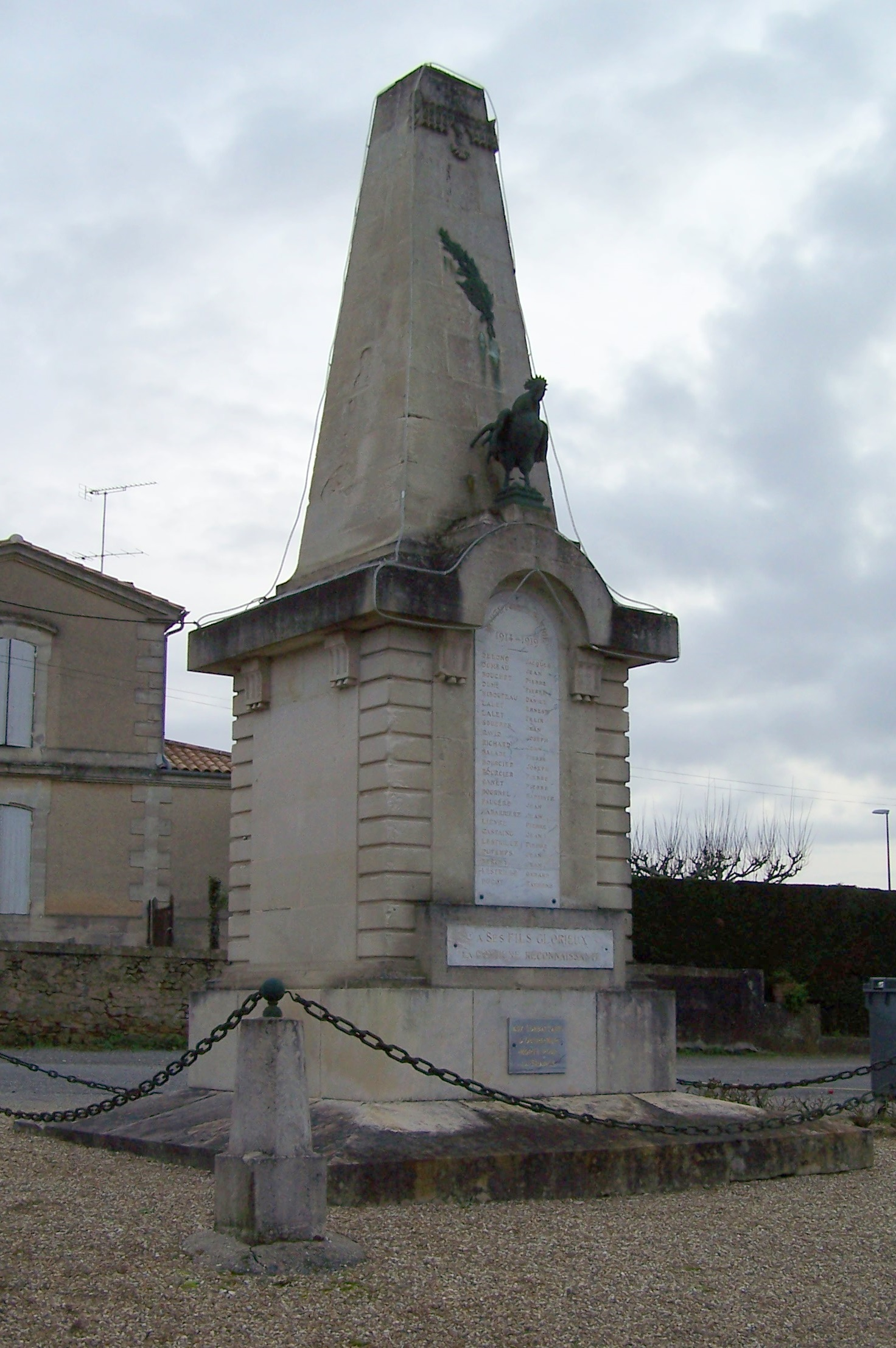
Gefallenendenkmal

## Persönlichkeiten
- Henri de Toulouse-Lautrec (1864–1901), Maler und Grafiker